# Aracima
Aracima là một chi bướm đêm thuộc họ Geometridae.

## Các loài
- Aracima muscosa Butler, 1878